# Lliga espanyola d'hoquei sobre patins masculina 1969-1970
La primera edició de la Lliga espanyola d'hoquei patins masculina, denominada en el seu moment Divisió d'Honor, s'inicià el 5 d'octubre de 1969 i finalitzà el 12 d'abril de 1970.
La van configurar 12 dels 13 equips que a l'anterior temporada formaven la Primera Divisió de Catalunya, i el CE Arenys de Munt i l'HC Sentmenat ascendits de la Segona Divisió de Catalunya. Cap equip de les altres regions va accedir a la màxima categoria.
Es va proclamar campió de lliga el Reus Deportiu i van descendir el CP Vilanova i el Coma Cros. L'HC Sentmenat i l'Igualada HC van mantenir la categoria en una promoció posterior.

## Participants
| - FC BARCELONA - REUS DEPORTIU - HC SENTMENAT - IGUALADA HC - CH MATARÓ - CE ARENYS DE MUNT - RCD ESPANYOL | - CP VOLTREGÀ - CP VILANOVA - CN REUS PLOMS - CE VENDRELL - AA NOIA - COMA CROS - CERDANYOLA CH |

## Llegenda
| Pts = Punts totals PJ = Partits jugats PG = Partits guanyats PE = Partits empatats PP = Partits perduts GF = Gols a favor |  | GC = Gols en contra DG = Diferència de gols (GF-GC) Ressaltat en verd = Equip campió de lliga. Ressaltat en blau = Equip que promociona per la permanència. Ressaltat en vermell = Equip descendent de categoria. |  |  |

## Fase Regular

### Classificació
| Pos | Equip             | Pts | PJ | PG | PE | PP | GF  | GC  | DG  |
| --- | ----------------- | --- | -- | -- | -- | -- | --- | --- | --- |
| 1   | Reus Deportiu     | 39  | 26 | 19 | 1  | 6  | 177 | 79  | +98 |
| 2   | AA Noia           | 37  | 26 | 18 | 1  | 7  | 126 | 78  | +48 |
| 3   | RCD Espanyol      | 34  | 26 | 14 | 6  | 6  | 127 | 89  | +38 |
| 4   | CH Mataró         | 34  | 26 | 15 | 4  | 7  | 111 | 94  | +17 |
| 5   | CP Voltregà       | 33  | 26 | 16 | 1  | 9  | 145 | 104 | +41 |
| 6   | CE Vendrell       | 32  | 26 | 15 | 2  | 9  | 96  | 91  | +5  |
| 7   | FC Barcelona      | 27  | 26 | 12 | 3  | 11 | 108 | 113 | -5  |
| 8   | Cerdanyola CH     | 25  | 26 | 11 | 3  | 12 | 116 | 120 | -4  |
| 9   | CE Arenys de Munt | 23  | 26 | 8  | 7  | 11 | 73  | 99  | -26 |
| 10  | CN Reus Ploms     | 21  | 26 | 9  | 3  | 14 | 86  | 103 | -17 |
| 11  | HC Sentmenat      | 19  | 26 | 8  | 3  | 15 | 84  | 127 | -43 |
| 12  | Igualada HC       | 17  | 26 | 6  | 5  | 15 | 76  | 114 | -38 |
| 13  | CP Vilanova       | 13  | 26 | 5  | 3  | 18 | 67  | 115 | -48 |
| 14  | Coma Cros         | 10  | 26 | 3  | 4  | 19 | 63  | 129 | -66 |

## Promoció

### Eliminatòria 1
|              |   |             |  |
| HC Sentmenat | - | CP Calafell |  |
|              |   |             |  |

|             |   |              |  |
| CP Calafell | - | HC Sentmenat |  |
|             |   |              |  |

### Eliminatòria 2
|            |     |             |  |
| CP Cibeles | 3-1 | Igualada HC |  |
|            |     |             |  |

|             |     |            |  |
| Igualada HC | 3-0 | CP Cibeles |  |
|             |     |            |  |